# Salikuit Islands
Salikuit Islands är öar i Kanada.   De ligger i territoriet Nunavut, i den östra delen av landet, 1 200 km norr om huvudstaden Ottawa. Arean är 1,9 kvadratkilometer.
Terrängen på Salikuit Islands är mycket platt. Öns högsta punkt är 7 meter över havet. Den sträcker sig 3,0 kilometer i nord-sydlig riktning, och 1,8 kilometer i öst-västlig riktning.